# Politopo simple

Asociaedro tridimensional. Cada vértice tiene tres aristas y tres caras incidentes, por lo que es un poliedro simple

En geometría, un politopo simple de d dimensiones es un politopo también de d dimensiones, cada uno de cuyos vértices son adyacentes exactamente a d aristas (y en consecuencia, también a d caras). La figura de vértice de un d-politopo simple es un (d -1)-símplex.
Los politopos simples son topológicamente duales a politopos simpliciales. La familia de politopos que son a la vez simples y simpliciales son símplices o polígonos bidimensionales. Un poliedro simple es un poliedro tridimensional cuyos vértices son adyacentes a tres aristas y tres caras. El poliedro dual de uno simple es otro poliedro simple, en el que todas sus caras son triángulos.

## Ejemplos
Entre los poliedros simples tridimensionales figuran los prismas (incluido el cubo), el tetraedro regular y el dodecaedro y, entre los sólidos arquimedianos, el tetraedro truncado, el cubo truncado, el octaedro truncado, el cuboctaedro truncado, el dodecaedro truncado, el icosaedro truncado y el icosidodecaedro truncado. También figuran los poliedros de Goldberg y los fullerenos, incluidos el tetraedro biselado, el cubo biselado y el dodecaedro biselado. En general, cualquier poliedro puede convertirse en uno simple mediante el truncamiento de sus vértices de valencia cuatro o superior. Por ejemplo, los trapezoedros truncados se forman truncando únicamente los vértices de mayor grado de un trapezoedro; y por lo tanto también son simples.
Los politopos simples de cuatro dimensiones incluyen el 120-celdas y el teseracto regulares. Los 4-politopos uniformes simples incluyen al 5-celdas truncado, al teseracto truncado, al 24-celdas truncado, al 120-celdas truncado y al duoprisma. Todos los 4-politopos bitruncados, cantitruncados u omnitruncados son simples.
Los politopos simples en dimensiones superiores incluyen los politopos d-símplex, hipercubo, asociaedro, permutoedro y todos los omnitruncados.

## Reconstrucción única
Micha Perles conjeturó que un politopo simple está completamente determinado por su 1-esqueleto. Su conjetura fue probada en 1987 por Roswitha Blind y Peter Mani-Levitska. Gil Kalai poco después proporcionó una prueba más simple de este resultado, basada en la teoría de la orientación única del sumidero.